# 福勒氏兵鯰
福勒氏兵鯰，為輻鰭魚綱鯰形目美鯰科的其中一種，為熱帶淡水魚。分布於南美洲亞馬遜河西部流域，體長可達6.5公分，棲息在底層水域，生活習性不明。

## 扩展阅读
維基物種上的相關：福勒氏兵鯰